# Comté d'Essex (New York)
Pour les articles homonymes, voir Comté d'Essex.
Le comté d'Essex (en anglais : Essex County) est l'un des 62 comtés de l'État de New York, aux États-Unis. Le siège de comté est Elizabethtown.

## Toponymie
Son nom vient du comté éponyme en Angleterre. 

## Géographie
Le comté est entièrement situé dans le Parc Adirondack.

## Population
La population du comté s'élevait à 37 381 habitants au recensement de 2020.
| Groupe                           | Comté d'Essex | New York | États-Unis |
| -------------------------------- | ------------- | -------- | ---------- |
| Blancs                           | 94,2          | 66,8     | 72,4       |
| Afro-Américains                  | 2,7           | 15,9     | 12,6       |
| Métis                            | 1,2           | 3,0      | 2,9        |
| Autres                           | 0,8           | 7,5      | 6,4        |
| Asiatiques                       | 0,7           | 7,3      | 4,8        |
| Amérindiens                      | 0,3           | 0,6      | 0,9        |
| Total                            | 100           | 100      | 100        |
|                                  |               |          |            |
| Hispaniques et Latino-Américains | 2,5           | 17,6     | 16,7       |

## Comtés adjacents
- Comté de Clinton, au nord
- Comté de Franklin, au nord-ouest
- Comté de Hamilton, à l'ouest
- Comté de Warren, au sud-ouest
- Comté de Washington, au sud
- Comté d'Addison (Vermont) à l'est
- Comté de Chittenden (Vermont), au nord-est